# Paratrachichthys
Paratrachichthys – rodzaj ryb z rodziny gardłoszowatych.

## Klasyfikacja
Gatunki zaliczane do tego rodzaju:
- Paratrachichthys fernandezianus
- Paratrachichthys macleayi
- Paratrachichthys novaezelandicus
- Paratrachichthys sajademalensis
- Paratrachichthys trailli